# Rattus morotaiensis
Rattus morotaiensis är en däggdjursart som beskrevs av Kellogg 1945. Rattus morotaiensis ingår i släktet råttor och familjen råttdjur. Inga underarter finns listade i Catalogue of Life. Typexemplaret hittades på ön Morotai norr om Halmahera vad som återspeglas i det vetenskapliga namnet. Det är omstritt om arten är närmare släkt med råttor från Nya Guinea eller från Sundaöarna.

## Utseende
Vuxna exemplar är med en kroppslängd (huvud och bål) av 120 till 215 mm, en svanslängd av 165 till 224 mm och en vikt av 86 till 159 g medelstora till stora råttor. Det har 30 till 41 mm långa bakfötter och 17 till 22 mm stora öron. Kännetecknande är den borstiga pälsen på ovansidan som har en mörk rödbrun färg. Den mörka svansen är glest täckt med hår och vid slutet bildar längre hår en liten tofs. Fötterna är jämförd med kroppen långa. Honans spenar är ornade i par och det finns två på bröstet, två på buken och sex vid ljumsken. Tydliga skillnader mot andra råttor från regionen består i avvikande detaljer av kraniet och av tänderna.

## Utbredning och ekologi
Denna råtta förekommer på Halmahera och på mindre öar i regionen. Den lever troligen i alla habitat på ön. Individerna vilar i underjordiska bon. Annars klättrar de främst i växtligheten och går ibland på marken. Rattus morotaiensis är antagligen allätare. Angående fortplantningssättet finns inga uppgifter.

## Hot
Några skogar på öarna omvandlas till odlingsmark. Allmänt har råttan bra anpassningsförmåga. IUCN kategoriserar arten globalt som livskraftig.